# Lucas Grabeel
Lucas Stephen Grabeel (Springfield, Missouri, 23 november 1984) is een Amerikaans acteur en zanger.

## Loopbaan
Grabeels carrière begon toen hij in 2004 een bijrol kreeg in de Disney Channel Original Movie Halloweentown High. Vervolgens was hij in High School Musical te zien. Later in 2006 kwam hij ook terug voor het vervolg op Halloweentown High; Return to Halloweentown.
In 2007 was Grabeel te zien in Alice en High School Musical 2: Sing It All or Nothing!, het vervolg op het eerste deel. In 2008 speelde hij ook in High School Musical 3: Senior Year. Grabeel was in 2010 te zien in Crime Scene Investigation.
Grabeel was tevens een deelnemer van de eerste Disney Channel Games ooit uitgezonden. Hij zat bij Ashley Tisdale, Mitchel Musso, Kyle Massey, Miley Cyrus en Emily Osment in een team.

## Filmografie
| Jaar      | Titel                                      | Rol                           | Noot                                       |
| --------- | ------------------------------------------ | ----------------------------- | ------------------------------------------ |
| 2019      | High School Musical: The Musical: De Serie | Zichzelf                      | Aflevering 8: "De techrepetitie"           |
| 2012      | I Kissed a Vampire                         | Dylan Knight                  |                                            |
| 2011-2017 | Switched at Birth                          | Toby Kennish                  |                                            |
| 2011      | Sharpay's Fabulous Adventure               | Ryan Evans                    | Cameo                                      |
| 2008      | Lock and Roll Forever                      | Donnie                        |                                            |
| 2008      | At Jesus' Side                             | Jericho                       |                                            |
| 2008      | The Adventures of Food Boy                 | Ezra                          |                                            |
| 2008      | College Road Trip                          | Scooter                       |                                            |
| 2008      | The Real Son                               | Freddie Deasnman              |                                            |
| 2010      | The Legend of the Dancing Ninja            | Ikki                          |                                            |
| 2008      | High School Musical 3: Senior Year         | Ryan Evans                    |                                            |
| 2007      | Alice                                      | Lester (Alice's oudere broer) |                                            |
| 2007      | High School Musical 2                      | Ryan Evans                    |                                            |
| 2006      | Return to Halloweentown                    | Ethan Dalloway                | Originele titel Halloweentown IV: WITCH U. |
| 2006      | High School Musical                        | Ryan Evans                    |                                            |
| 2006      | Smallville                                 | Jonge Lex Luthor              |                                            |
| 2006      | 'Til Death                                 | Pete Pratt                    |                                            |
| 2006      | Veronica Mars                              | Kelly Kuzzio                  | Seizoen 2                                  |
| 2005      | Dogg's Hamlet, Cahoot's Macbeth            | Charlie/Gertrude/Ophelia      |                                            |
| 2005      | Veronica Mars                              | Wanna Score Boy               | Seizoen 2                                  |
| 2005      | Boston Justice                             | Jason Matheny                 |                                            |
| 2004      | Halloweentown High                         | Ethan Dalloway                |                                            |